# Президентські вибори у США 1980
Президентські вибори в США 1980 року проходили 4 листопада між президентом-демократом Джиммі Картером та республіканським кандидатом Рональдом Рейганом. У світлі гострого кризи із заручниками в Ірані та погіршення економічної ситуації Рейган здобув переконливу перемогу над Картером і став 40-м президентом США.

## Контекст виборів
Протягом 1970-х років Сполучені Штати перебували в періоді тривалого застою з низьким економічним зростанням, високою інфляцією та повторюваними енергетичними кризами. Крім цього, в суспільстві посилювалися занепадницькі настрої через проблеми в зовнішніх та внутрішніх справах. До початку передвиборчої кампанії криза із заручниками в Ірані призвела до відчуття національної кризи.
Подібно до того як Герберта Гувера звинувачували в 1932 році в Великій депресії, Картер став жертвою численних проблем Сполучених Штатів та особливо принизливої для американців кризи з американськими заручниками в Ірані. Послідовники аятолли Хомейні публічно спалювали американські прапори, скандували анти-американські гасла та виставляли захоплених американських заручників. Багато хто вважав, що Картер був не здатен вирішити економічні проблеми та привів до ослаблення американських позицій за кордоном.
Джиммі Картер, перемігши Теда Кеннеді та отримавши висунення від демократів, атакував Рейгана як правого радикала. Зі свого боку, Рейган, харизматичний губернатор Каліфорнії, висміював Картера.

## Вибори

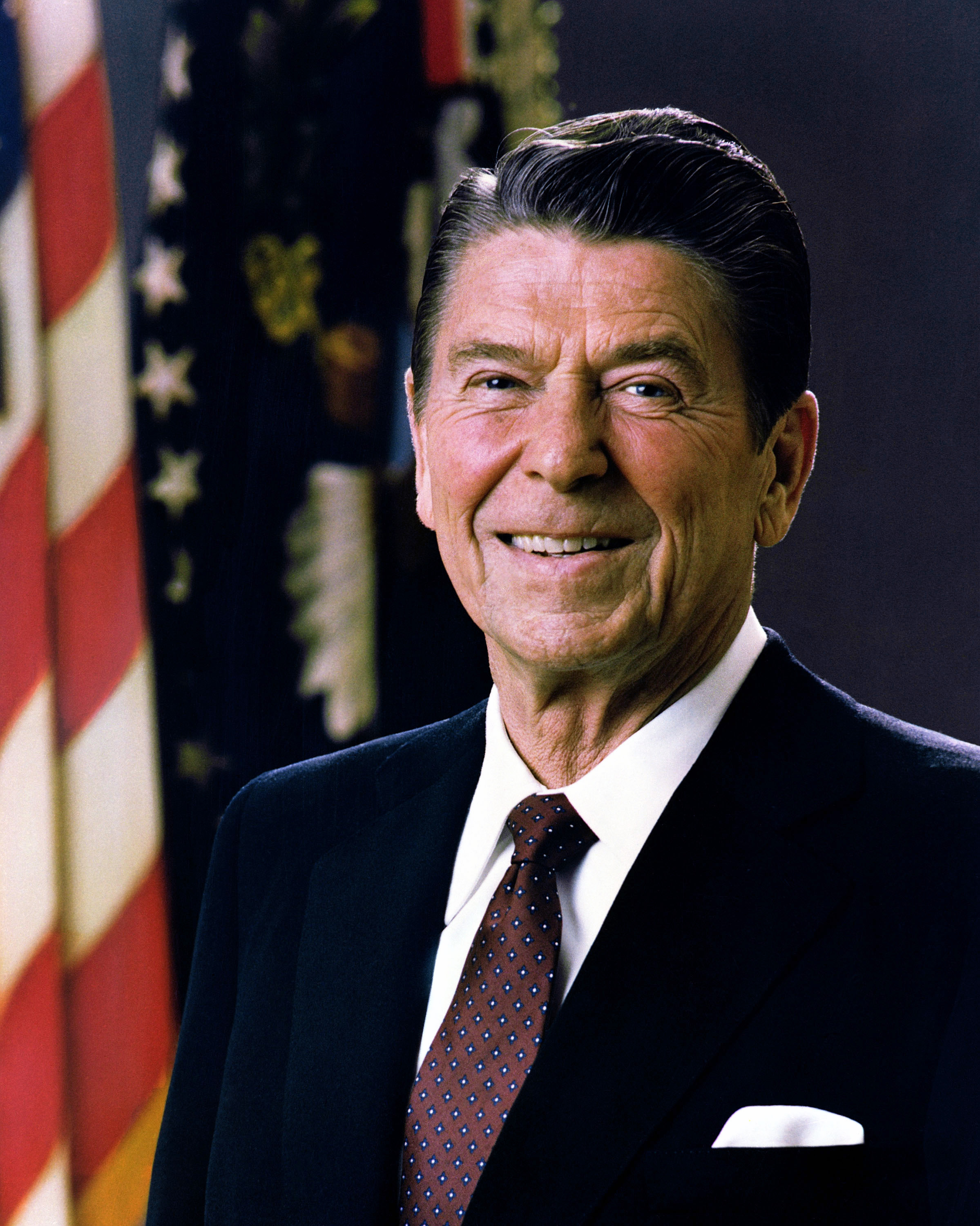
На виборах 1980 року Рональд Рейган був обраний 40-м президентом США.

### Кампанія
Кандидати від Демократичної партії
| Кандидат         | Джиммі Картер                                    | Едвард Кеннеді                 | Джеррі Браун          |
| ---------------- | ------------------------------------------------ | ------------------------------ | --------------------- |
| Портрет          |                                                  |                                |                       |
| Штат             | Джорджія                                         | Массачусетс                    | Каліфорнія            |
| Голосів          | 2129                                             | 1146                           | 0                     |
| Перемог в штатах | 24                                               | 10                             | 0                     |
| Кампанія         | Взяв участь в виборах. Програв Рональду Рейгану. | Програв голосування на з'їзді. | Знявся з голосування. |

Кандидати від Республіканської партії
| Кандидат          | Рональд Рейган                                                               | Джордж Буш                                                          | Джон Андерсон                              | Говард Бейкер     | Філіп Крейн       | Джон Конналлі     | Гарольд Стассен | Боб Доул         | Ловелл Веікер    |
| ----------------- | ---------------------------------------------------------------------------- | ------------------------------------------------------------------- | ------------------------------------------ | ----------------- | ----------------- | ----------------- | --------------- | ---------------- | ---------------- |
| Портрет           |                                                                              |                                                                     |                                            |                   |                   |                   |                 |                  |                  |
| Штат              | Каліфорнія                                                                   | Техас                                                               | Іллінойс                                   | Теннессі          | Іллінойс          | Техас             | Міннесота       | Канзас           | Коннектикут      |
| Голоси            | 7,709,793                                                                    | 3,070,033                                                           | 1,572,174                                  | 181,153           | 97,793            | 82,625            | 25,425          | 7,204            | 0                |
| Перемоги в штатах | 44                                                                           | 8                                                                   | 0                                          | 0                 | 0                 | 1                 | 0               | 0                | 0                |
| Кампанія          | Переміг на праймеріз . Був обраний президентом Сполучених штатів в 1980 році | Підтримав Рональда Рейгана, був висунутий на посаду віце-президента | Висунувся на вибори як незалежний кандидат | Підтримав Рейгана | Підтримав Рейгана | Підтримав Рейгана |                 | Зняв кандидатуру | Зняв кандидатуру |

Ще до старту передвиборчої кампанії Рональд Рейган вважався фаворитом. На з'їзді Республіканської партії він впевнено підтвердив своє висунення, оголосивши кандидатом у віцепрезиденти свого головного опонента Джорджа Буша-старшого.

### Результати
| Кандидат             | Партія                        | Виборці    | Виборці | Виборники |
| Кандидат             | Партія                        | Кількість  | %       | Виборники |
| -------------------- | ----------------------------- | ---------- | ------- | --------- |
| Рональд Рейган       | Республіканська партія        | 43 903 230 | 50,7 %  | 489       |
| Джиммі Картер        | Демократична партія           | 35 480 115 | 41,0 %  | 49        |
| Джон Байард Андерсон | незалежний кандидат           | 5 719 850  | 6,6 %   | 0         |
| Ед Кларк             | Лібертаріанська партія        | 921 128    | 1,1 %   | 0         |
| Беррі Коммонер       | Громадянська партія США       | 233 052    | 0,3 %   | 0         |
| Джон Рерік           | Американська незалежна партія | 40 906     | 0,2 %   | 0         |
| Еллен Маккормак      | Право на життя                | 32 320     | 0,0 %   | 0         |
| інші                 |                               | 252 303    | 0,3 %   | 0         |
| Усього               | Усього                        | 86 574 904 | 100 %   | 538       |

«Внаслідок президентських виборів до влади США прийшли найбільш реакційні сили американського імперіалізму на чолі з Рейганом», — писали про це в СРСР.